# Leptodontiopsis
Leptodontiopsis là một chi rêu trong họ Orthotrichaceae.